# Бамбукові
Бамбукові (Bambusoideae) — велика підродина рослин родини тонконогових (Poaceae).
У підродині налічується близько 1200 видів. Існує дві основних триби підродини:
- Триба бамбуки (Bambuseae): представники — рослини із струнким стеблом що дерев'яніють, повітряними, витонченими кронами, трав'янистим листям, яке нерідко гілкується, часто високим, а іноді і з гігантськими мітелковими суцвіттями.
- Триба олірові (Olyreae): представники — рослини, які ростуть як «звичайні» трави, утворюють зарості і не дерев'яніють. Зазвичай, ці рослини рідко бувають вище за метр.

## Біологічний опис

### Ріст та розвиток деяких видів

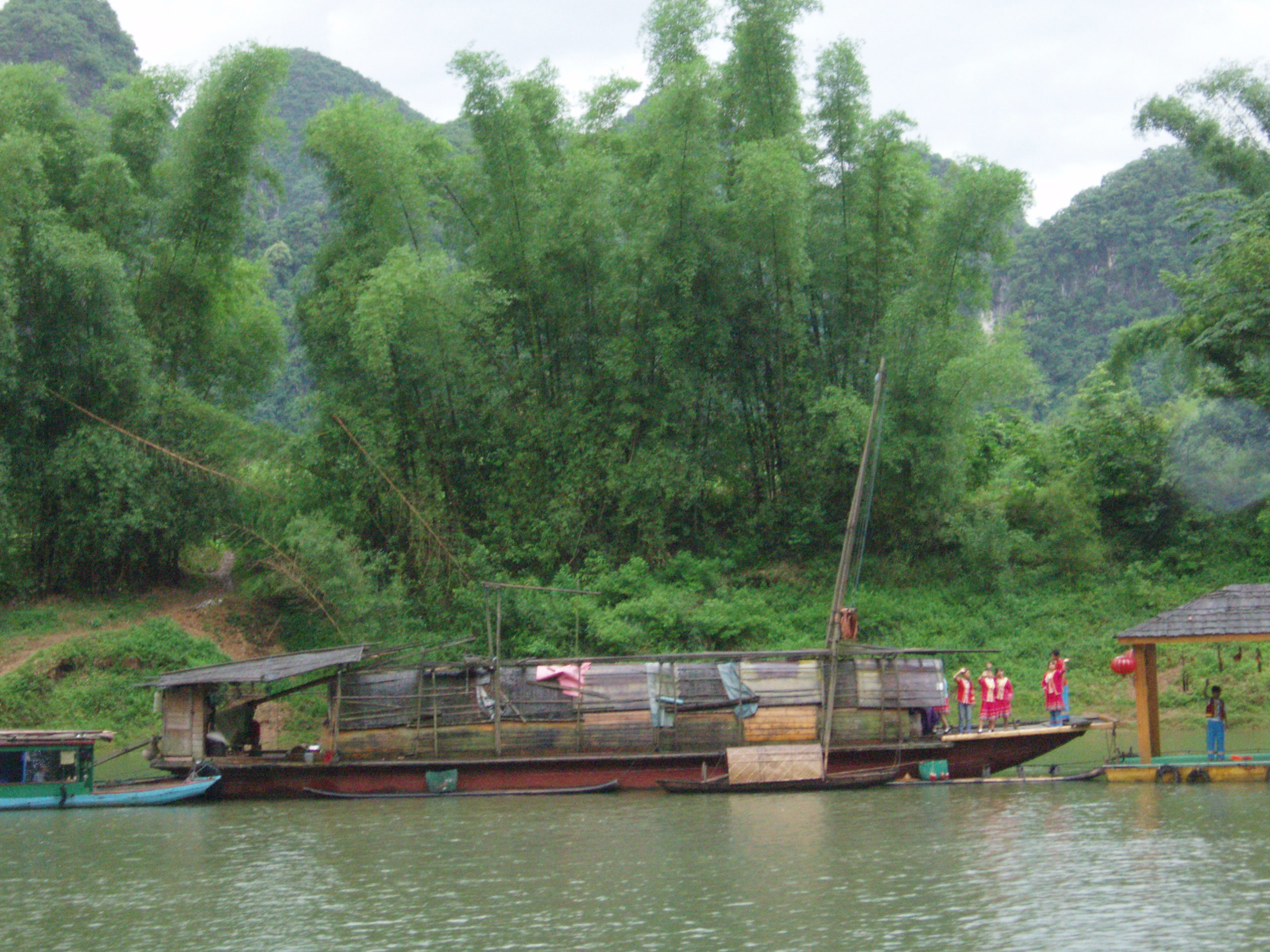
Бамбукові гаї на березі річки Ліцзян, Китай

Майже всі бамбукові досягають величезних розмірів (наприклад, Dendrocalamus brandisii може зрости до 38 м, при цьому окружність стебла досягає 80 см, тобто близько 25 см в діаметрі). За день стебло бамбука може вирости на 20-30 см. Рослини підродини бамбукових є найважливішими технічними культурами в багатьох країнах світу, а звичайний бамбук Bambusa vulgaris можна порівняти в цьому відношенні тільки з кокосовою пальмою.
Батьківщина звичайного бамбука невідома, хоча він поширений в обох півкулях Землі. З кореневища звичайного бамбука дуже швидко і бурхливо виростають стебла численні, довжиною 18 м та вище, на яких є листя довжиною 18 і шириною 1,3 див. Кожна група, клон або вся популяція в районі протягом декількох десятиліть не цвіте, потім зацвітає одночасно і дуже рясно, після плодоношення як правило відмирає повністю або гинуть тільки його наземні пагони, а кореневища зберігаються.
Гігантський бамбук Bambusa gigantea цвіте приблизно раз на 30 років. Bambusa tulda в Індокитаї протягом одного місяця зростає на 22 м. В басейні Амазонки бамбук широколистий Bambusa latifolia є важливою частиною аборигенної флори. З Китаю та Японії в Європу були завезені ряболисті види бамбука, з яких як декоративна рослина особливо поширений японський низькорослий бамбук Bambusa fortunei.
Для бамбукових характерна велика швидкість зростання. Рекордна швидкість зафіксована у мадаке (Phyllostachys bambusoides), він за добу виріс на 120 см.
При культивуванні бамбука як декоративної рослини необхідно пам'ятати, що ця рослина характеризується розвинутим кореневищем, тому воно здатне за короткий проміжок часу «захопити» великі території. Щоб запобігти подібне «розселення», радять перед висадкою створити спеціальні огорожі в ґрунті, за які кореневища не могли б прорости.

### Цвітіння

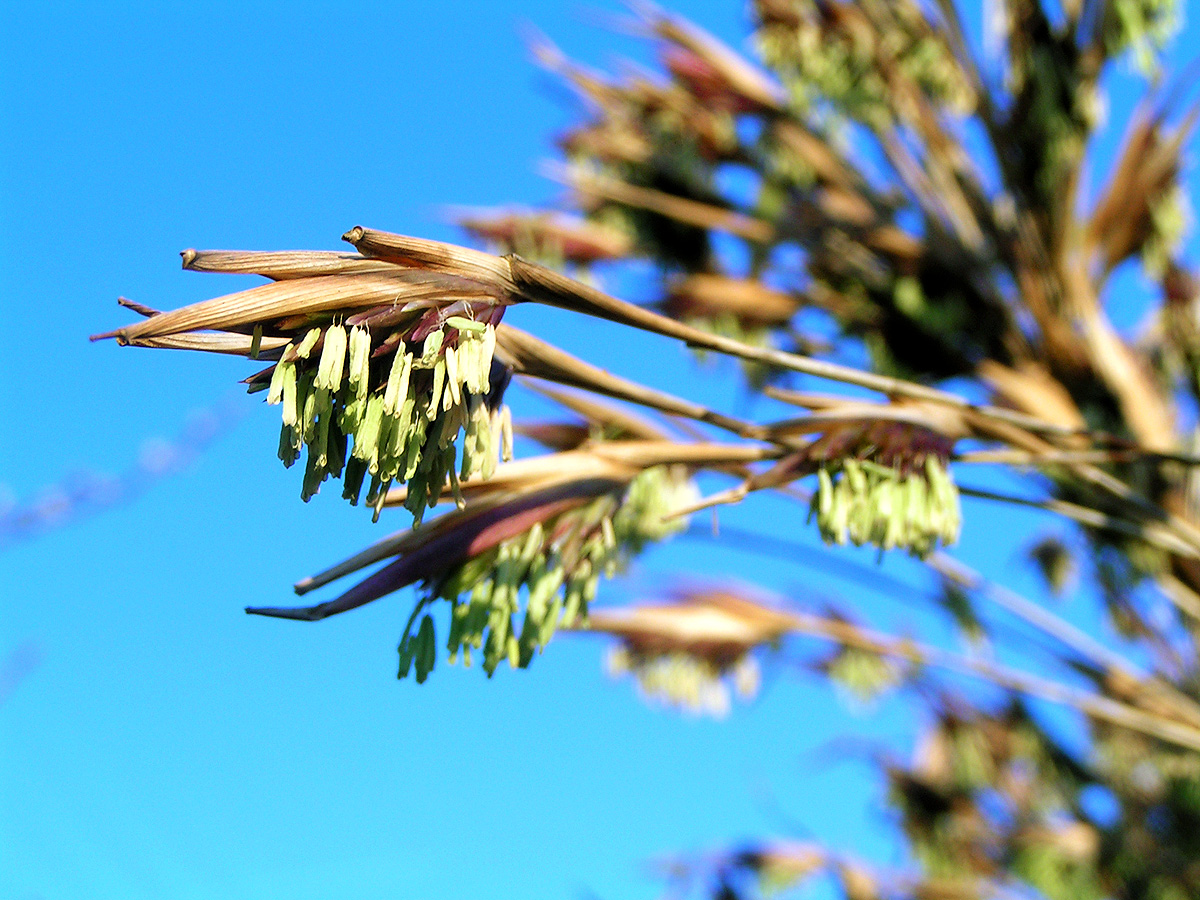
Бамбук що цвіте

Деякі види бамбука цвітуть вкрай рідко — раз на сто років або ще рідше. Навіть росте в нижньому ярусі лісу саза або низькорослий бамбук цвіте один раз в 20 років.
Якщо ж рослина «доживає» до моменту цвітіння, то відразу ж після нього гине, так як в цей період воно витрачає останні запаси енергії. Як правило, період цвітіння охоплює великі території, на яких росте бамбук. В такому випадку, наступна за цвітінням загибель рослин часто призводить до повного зникнення бамбука на даній території. Подібний випадок, наприклад, стався в Європі в 90-х роках XX століття, де бамбук культивується як садова рослина. Потрібно відзначити, що регулярна обрізка здатна запобігти цвітіння і наступну за ним загибель рослини.
Через те, що бамбук цвіте так рідко, саме цвітіння поки ще мало вивчено. Наприклад, ще до кінця не відомо, чому період цвітіння настає так рідко і що є пусковим механізмом до його початку. Вчені припускають, що настільки рідкісне цвітіння бамбука є еволюційним пристосуванням, що забезпечує розмноження бамбука — в природі немає тварин і птахів, які поїдали б виключно насіння цієї рослини — адже дожити до наступного цвітіння практично неможливо.

## Систематика
Підродина Бамбукові (Bambusoideae) має близько 1200 видів. Вона поділена на дві триби із декількома підтриб, які складаються з 98 підродів.

### Триба Olyreae
Складається з 21 роду видів бамбука, що не деревеніють:
- Agnesia
- Arberella
- Buergersiochloa (Бюргерсиохлоа)
- Cryptochloa
- Diandrolyra
- Ekmanochloa
- Eremitis
- Froesiochloa
- Lithachne
- Maclurolyra
- Mniochloa
- Olyra (Олира)
- Pariana
- Parodiolyra
- Piresia
- Piresiella
- Raddia
- Raddiella
- Rehia
- Reitzia
- Sucrea

### Триба Bambuseae
Складається з видів бамбука, що деревеніють. Триба розподілена на 9 підтриб із 77 родами.
Підтриба Arthrostylidiinae складається з 13 родів:
- Actinocladum
- Alvimia
- Apoclada
- Arthrostylidium
- Athroostachys
- Atractantha
- Aulonemia (Син.: Matudacalamus)
- Colanthelia
- Elytrostachys
- Glaziophyton
- Merostachys
- Myriocladus
- Rhipidocladum

Підтриба Arundinariinae складається з 16 родів:
- Acidosasa
- Ampelocalamus
- Arundinaria (Арундинарія)
- Borinda
- Chimonocalamus
- Drepanostachyum (Син.: Himalayacalamus)
- Fargesia
- Ferrocalamus
- Gaoligongshania
- Gelidocalamus
- Indocalamus
- Oligostachyum
- Pseudosasa
- Sasa (Саза) (60 видів)
- Thamnocalamus
- Yushania

Підтриба Bambusinae складається з 10 родів:
- Bambusa (Бамбук) (Син.: Dendrocalamopsis), має 120 видів.
- Bonia (Син.: Monocladus)
- Dendrocalamus(Син.: Klemachloa, Oreobambos, Oxynanthera, Sinocalamus)
- Dinochloa
- Gigantochloa
- Holttumochloa
- Kinabaluchloa(Син.: Maclurochloa, Soejatmia)
- Melocalamus
- Sphaerobambos
- Thyrsostachys

Підтриба Chusqueinae складається з 2 родів:
- Chusquea, має 120 видів.
- Neurolepis

Підтриба Guaduinae складається з 5 родів:
- Criciuma
- Eremocaulon
- Guadua
- Olmeca
- Otatea

Підтриба Melocanninae складається з 9 родів:
- Cephalostachyum
- Davidsea
- Leptocanna
- Melocanna
- Neohouzeaua
- Ochlandra
- Pseudostachyum
- Schizostachyum
- Teinostachyum

Підтриба Nastinae складається з 6 родів:
- Decaryochloa
- Greslania
- Hickelia
- Hitchcockella
- Nastus
- Perrierbambus

Підтриба Racemobambodinae має лише один рід:
- Racemobambos (Син.: Neomicrocalamus, Vietnamosasa)

Підтриба Shibataeinae складається з 8 родів:
- Chimonobambusa
- Indosasa
- Phyllostachys (55 видів)
- Qiongzhuea
- Semiarundinaria (Син.: Brachystachyum)
- Shibataea
- Sinobambusa

## Цікаві факти про бамбук
- Бамбук використовують у народній медицині, оскільки в ньому міститься велика кількість корисних речовин для волосся, шкіри і кісток.
- Бамбук має жорстку та тверду деревину, тому з неї часто будують будинки. Щільність бамбукової деревини в 2,5 рази більше ніж у дубової.
- У невеликому в'єтнамському містечку Фу Ан існує музей, присвячений бамбуку де можна побачити понад 300 видів цієї рослини.
- Бамбук є однією з найвищих рослин на Землі. Деякі види бамбука можуть виростати до 38 метрів заввишки.
- Бамбук є однією з найбільш швидкорослих рослин на Землі.
- За вченням фен-шуй бамбук є символом здоров'я, довголіття, стійкості до життєвих негараздів та неприємностей.
- Панди харчуються виключно пагонами бамбука.
- Якщо спиляти бамбук, то на цьому місці знову з'явиться нова рослина. Це відбувається за рахунок дуже розгалуженої кореневої системи.